# Grenzübergang Yeşilırmak
Koordinaten: 35° 10′ 15″ N, 32° 42′ 24″ O
Der Grenzübergang Yeşilırmak (oder auch Übergang Yeşilırmak bzw. Barrikade Yeşilırmak) befindet sich im Westen der international nicht anerkannten Türkischen Republik Nordzypern und verbindet diese mit dem Gebiet unter Kontrolle der Republik Zypern. Er liegt an der Hauptverkehrsstraße zur Exklave Kokkina (Erenköy).

## Geschichte
Am 26. Juni 2009 wurde beim 34. Treffen des Präsidenten der Türkischen Republik Nordzypern Mehmet Ali Talat und des Präsidenten der Republik Zypern Dimitris Christofias im Rahmen der Zypernverhandlungen beschlossen, dass der siebte Übergangspunkt eröffnet wird. Es wurde angekündigt, den Übergang 7 Monate, nachdem die erforderlichen Infrastrukturarbeiten beendet waren, zu eröffnen. Die Überfahrten in die Exklave Kokkina (Erenköy) sollen unter der Leitung der Vereinten Nationen gemacht werden.
Am 29. März 2010 wurde durch den Präsidenten der Türkischen Republik Nordzypern Mehmet Ali Talat und den Präsidenten der Republik Zypern Dimitris Christofias der Grundstein für eine 5,5 Kilometer lange nötige Strecke zur Eröffnung des Grenzübergangs, zwischen Pirgo und Yeşilırmak, gelegt. Bei der Zeremonie waren der Zypernvermittler der Vereinten Nationen Alexander Downer und der Sonderbeauftragte des UN-Generalsekretärs Tayé-Brook Zerihoun anwesend.
Am 14. Oktober 2010 wurde der Grenzübergang durch den Präsidenten der Türkischen Republik Nordzypern Derviş Eroğlu und den Präsidenten der Republik Zypern Dimitris Christofias mit einer Zeremonie geöffnet. An der Eröffnungszeremonie nahmen auch EU-Erweiterungskommissar Stefan Füle, der Sonderberater des Generalsekretärs der Vereinten Nationen bezüglich Zypern, Alexander Downer und Botschafter der Vereinigten Staaten auf Zypern Frank Urbancic teil.

## Reaktionen
Zur Öffnung des Grenzübergangs gab es internationale Reaktionen.
- Der Generalsekretär der AKEL Andros Kiprianu sagte, dass es eine ermutigende Entwicklung, eine neue Bresche in die Mauer und eine Hoffnung für die Zukunft sei.
- Der Vorsitzende der Europäischen Kommission José Manuel Barroso sagte, dass es eine „sehr gute Nachricht“ ist und dies der Beweis eines guten Weg für die Lösung sei.
- Das Außenministerium der Türkei sagte, dass die Entscheidung zur Öffnung des Grenzübergangs eine positive Entwicklung sei.[6]